# Бережна Лариса Віталіївна
Лариса Віталіївна Бережна (нар. 28 лютого 1961, Київ) — радянська і українська легкоатлетка, спеціалістка по стрибках в довжину . Виступала за збірні СРСР та України з легкої атлетики в середині 1980-х — початку 1990-х років, переможниця та призерка світових та європейських першостей, володарка срібної медалі Ігор доброї волі, учасниця літніх Олімпійських ігор в Барселоні 1992 року.

## Життєпис
Лариса Бережна народилася 28 лютого 1961 року в Києві Української РСР.
Вперше заявила про себе на дорослому міжнародному рівні в сезоні 1986 року, коли увійшла до складу радянської національної збірної і виступила на Іграх доброї волі в Москві, де зайняла у стрибках в довжину сьоме місце.
У 1989 році виграла чемпіонат СРСР в Гомелі, завоювала бронзову медаль на чемпіонаті світу в приміщенні у Будапешті.
На Іграх доброї волі 1990 року в Сіетлі стала в стрибках в довжину срібною призеркою, поступившись лише співвітчизниці Інесі Кравець, тоді як на чемпіонаті Європи в Спліті зупинилася за крок від призових позицій, ставши у фіналі четвертою.
У 1991 році Лариса Бережна здобула перемогу на світовій першості у приміщенні в Севільї і завоювала бронзову медаль на літній світовій першості в Токіо, де її перевершили американка Джеккі Джойнер-Керсі та німкеня Хайке Дрекслер. На змаганнях в Гранаді встановила рекорд України, показавши результат 7,24 метра.
Вигравши чемпіонат Європи в приміщенні в Генуї, Лариса Бережна увійшла до складу Об'єднаної команди і удостоїлася права захищати честь країни на літніх Олімпійських іграх 1992 року в Барселоні. У програмі жіночих стрибків у довжину зробила лише одну невдалу спробу і через травму достроково завершила свій виступ не показавши ніякого результату.
Після розпаду Радянського Союзу продовжила виступати на великих міжнародних змаганнях за збірну України. У 1993 році вона стала чемпіонкою України та посіла п'яте місце на чемпіонаті світу в приміщенні в Торонто і отримала срібну нагороду на чемпіонаті світу в Штутгарті, програвши фіналі німкені Дрекслер.